# 5区 (ホーチミン市)
5区（ごく、ベトナム語：Quận 5）はホーチミン市の区の1つ。
6区とまたがって形成されているチョロン地区には、華人のホア族が多く、観光地にもなっている。市を代表する通りのひとつであるチャンフンダオ通りをメインストリートとしている。多くの病院がある。

## 行政区画
5区は第1坊から第15坊までの15の坊（Phường）を管轄している。